# Spiroalcani
Gli spiroalcani sono una classe di idrocarburi alifatici saturi (cioè che non presentano doppi o tripli legami tra atomi di carbonio) che contengono due o più anelli, in cui ogni coppia di anelli condivide un solo atomo di carbonio.

## Nomenclatura

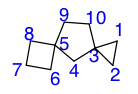
Numerazione degli atomi di carbonio di uno spiroalcano policiclico.

Nella nomenclatura IUPAC, gli spiroalcani costituiti da solo due anelli sono identificati dal prefisso "spiro", a cui seguono due numeri tra parentesi quadra separati da un punto (ad esempio: [4.3]) e il nome dell'alcano corrispondente (cioè con numero di atomi di carbonio uguali a quelli dello spiroalcano in questione). I numeri indicati tra parentesi quadre indicano il numero di atomi di carbonio all'interno dei cicli, escluso l'atomo di carbonio comune.
La nomenclatura degli spiroalcani policiclici è più complessa, in quanto in questo caso è necessario numerare gli atomi di carbonio della molecola.

## Esempi di spiroalcani

Spiro[2.2]pentano
Spiro[5.5]undecano
Spiro[3.5]nonano
Tetraspiro[2.1.1.1.2]undecano
Pentaspiro[4.0.4.0.4.0.4.0.4.0]pentacosano